# Zack Gilmore
Pour les articles homonymes, voir Gilmore.
Zack Gilmore, né le 29 avril 1999 à Gand en Belgique, est un coureur cycliste australien.

## Palmarès sur piste

### Championnats d'Océanie
| Édition / Épreuve | Poursuite par équipes |
| Adélaïde 2018     | Argent                |

## Palmarès sur route

### Par années
- 2022
  -  Médaillé de bronze du championnat d'Océanie sur route

## Classements mondiaux
| Année            | 2019 |
| ---------------- | ---- |
| UCI Oceania Tour | 129e |